# 高雄市小港區太平國民小學
高雄市立太平國民小學（簡稱太平國小），其前身為小港公學校大坪頂分教場與小港公學校莿蔥腳分教場。

## 校史
- 大正09年（1920.04.01）認可設立，同年四月二十八日借用坪頂村民屋開學，名為小港公學校大坪頂分教場
- 大正13年（1924.04.28）－向台糖借莿蔥腳三五五番地為校地，名為小港公學校莿蔥腳分教場
- 昭和12年（1937.03.15）－廢止原分教場，獨立為太平公學校
- 昭和16年（1941.04.01）－改稱為太平國民學校
- 民國41年（1952.09）－於坪頂村設坪頂分校
- 民國57年（1968.08）－改稱太平國民小學
- 民國68年（1979.07.01）－改制為高雄市小港區太平國民小學

## 歷任校長
- 村谷荒亮   校長（1937.3.15～）
- 山下虎之助 校長（1938.4～）
- 何只經     校長（1943.4～）
- 陳子雲     校長（1946.4～）
- 陳孟家     校長（1946.9～）
- 王洪瑤     校長（1947.9～）
- 沈驥瑞     校長（1952.8～）
- 鍾肇曾     校長（1953.2～）
- 劉鶴鳴     校長（1954.2～）
- 陳天送     校長（1957.9～）
- 施　謙     校長（1958.9～）
- 邱玉欽     校長（1966.9～）
- 賴英昌     校長（1970.10～）
- 韋三居     校長（1976.9.1～）
- 蔡貴福     校長（1980.8.1～）
- 黃新榮     校長（1987.2.1～）
- 李秀雲     校長（1990.2.1～）
- 曾振興     校長（1997.2.1～）
- 徐文通     校長（2005.8.1～）
- 許治夫 代理校長（2008.2.1～）
- 蔡進元     校長（2008.8.1～）
- 蔡文賢     校長（2014.8.1～）

## 行政單位
- 校長室 （页面存档备份，存于）
- 教務處
- 學務處
- 輔導處
- 總務處
- 人事室
- 會計室
- 志工團
- 家長會 （页面存档备份，存于）
- 圖書室
- 午餐辦公室

## 資料來源
- 太平校史
- 歷任校長
- 人數統計表 （页面存档备份，存于）